# Eublemma pallidula
Eublemma pallidula is een vlinder van de familie van de spinneruilen (Erebidae). De wetenschappelijke naam van deze soort is voor het eerst voorgesteld als Anthophila pallidula door Herrich-Schäffer in een publicatie uit 1856.
De soort komt voor in de Krim, Europees Rusland, Kazachstan, Oezbekistan, Kirgizië, Turkmenistan, Turkije, Cyprus, Syrië, Libanon, Israël, Jordanië, Irak, Iran, Saudi-Arabië, Bahrein, de Verenigde Arabische Emiraten en Oman.